# Filefjell
Filefjell est un massif de montagnes située entre la vallée de Lærdal et Vang, à la frontière entre le Vestlandet et l'Østlandet, en Norvège.